# 이즈미 미유키
이즈미 미유키(일본어: 泉 美幸, 1975년 5월 31일 ~ )는 일본의 은퇴한 여자 축구 선수이다.

## 국가대표팀 경력
그녀는 1996년 5월 16일 미국과의 경기에서 일본 국가대표팀에 데뷔했다. 1996년 하계 올림픽에도 출전했다. 그녀는 국제 A매치 5경기에 출전했다.

## 통계
| 일본 | 일본 | 일본 |
| 연도 | 출전 | 득점 |
| ---- | ---- | ---- |
| 1996 | 5    | 0    |
| 통산 | 5    | 0    |